# ホウ化タンタル

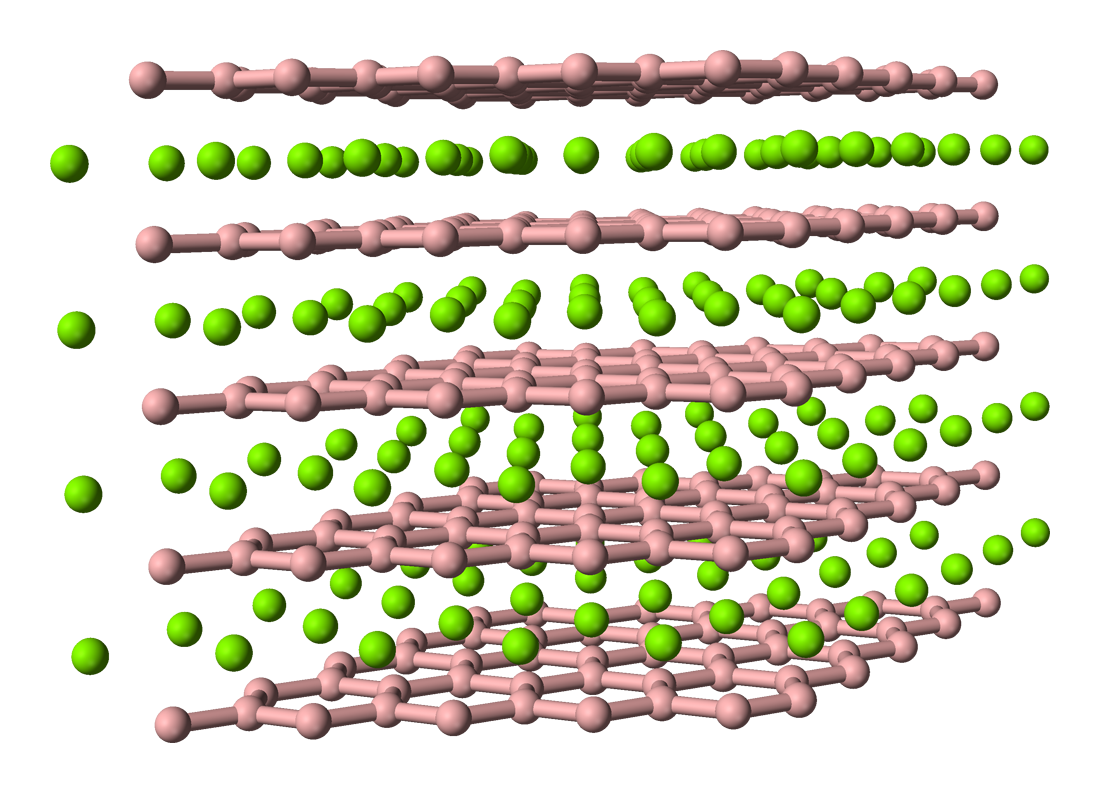
TaB_{2}の構造

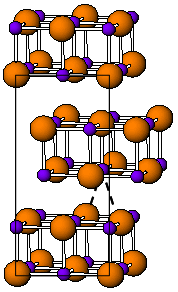
TaBの構造

ホウ化タンタル（ホウかタンタル、Tantalum boride、TaBx）は、タンタルとホウ素からなる非常に高い硬度を持つ化合物である。

## 性質
TaBとTaB2の薄膜および結晶のビッカース硬さは、~30 GPaである。これらの物質は、700℃以下では酸化や酸浸食に対し安定である。
TaB2は、他の多くの二ホウ化物(AlB2、MgB2等）と同じ六方晶構造であり、TaBはCmcm、Ta5B6はCmmm、Ta3B4はImmm、TaB2はP6/mmmの空間群である。

## 合成
TaB、Ta5B6、Ta3B4、TaB2の単結晶（直径約1cm、長さ約6cm）は、ゾーンメルト法により得ることができる。
ホウ化タンタルの薄膜は、TaCl5-BCl3-H2-Arの混合気体を540-800℃で処理することによって、沈着させることができる。単層のTaB2は、BCl3/TaCl5の比が6の気体を600℃で処理することで、単層のTaBは、BCl3/TaCl5BCl3/TaCl5の比が2-4の気体を600-700℃で処理することで、それぞれ得られる。